# あいぬ物語
『あいぬ物語』（あいぬものがたり）は、日本の伝記作品。ヤヨマネクㇷ（樺太アイヌ語: Yayomanekuh）のアイヌ名を持つ樺太アイヌである山辺安之助の半生記で、山辺の口述をアイヌ語研究者の金田一京助が筆記した。1913年に博文館より刊行された。内容は「上編」「下編」の2部構成からなる。副題として『附 - あいぬ語大意及語彙』（実際に収録されているのは「樺太アイヌ大要」及び「樺太アイヌ語彙」）が付けられている。

## 概要
山辺安之助は1867年に樺太南部の弥満別に生まれたが、樺太・千島交換条約を背景に1876年に9歳で北海道へ移住させられる。その後、1893年に当時ロシア領となっていた樺太へ帰郷した。1904年に日露戦争が始まると、樺太に進攻した日本軍に民間人として協力（地理や交通での支援）した。そして1910年白瀬矗の南極探検隊に樺太犬の世話役として、地元新聞社の依頼により参加する。1912年6月の帰国後、帰郷までの約2か月の間に東京で金田一京助の聞き取りに協力し、本書が誕生した。

## 出版に至る経緯
山辺と金田一の出会いは1907年に遡る。金田一がアイヌ語調査に樺太を訪れた際、日本語を解する山辺がアイヌへの聞き取りに協力した。このときには山辺自身は聞き取りの対象となっていない。
その後、1910年11月、南極探検に赴く前に上京した山辺が金田一のもとに立ち寄り、アイヌ語文献の翻訳に関する質問を受けた。本書のもとになった聞き取りは、1912年の帰国後におこなったと金田一は本書の「凡例」に記している。
山辺はアイヌであったが、金田一によると聞き取りをした当時は「日本語が上手」でアイヌ語は「比較的不得手」であった。当初は山辺が話した内容を金田一が速記し、それを元に年代順に整理し章立てした日本語の文章を山辺に読ませて口述でアイヌ語に翻訳させようとした。しかし、山辺の話す内容が日本語文の「梗概」といえるようなものにしかならず、分量が不釣り合いになったことからこの翻訳を破棄し、山辺がアイヌ語で話した内容を金田一が和訳した。「上編」はこの手法によって作成された。「下編」になると山辺がアイヌ語で話すのに慣れてきたことから、それを速記して邦訳したものを本文としたという。
山辺に対する聞き取りは、南極に出発する前にもあった可能性が指摘されている。
本書の出版当時、金田一はまだ学問的な名声を伴わない立場であったため、大手出版社であった博文館からの刊行については、金田一への支援を惜しまなかった柳田國男の援助があったのではないかと須田茂は指摘している。

## 内容について
内容は山辺の来歴が語られており、対雁への強制移住についても触れている。
文章は、日本語の本文にアイヌ語のルビをふるという特異な形式となっている。このスタイルについては、「アイヌ語の語学テキスト」としてみた場合に主従関係が逆転しているという坪井秀人の指摘があるほか、須田茂は、実際に山辺が語ったのは何語だったのか、破棄されたとされる当初の原稿の流用の有無、金田一が「翻訳」する課程で意訳が含まれていないのかといった、テキストに関する疑問点を挙げている。
須田によると「下編」は「上編」と比較して日本語が「たどたどし」く、脱字・誤訳も見られる上、アイヌ語ルビも上編より少ないという。
なお、十勝アイヌの教育者・武隈徳三郎がほぼ同名の書籍『アイヌ物語』を1918年に出版しているが、こちらは全面日本語によるものである。

## 評価
「近現代におけるアイヌ民族文学の嚆矢となった」と評されている。
須田茂は、樺太アイヌが体験した苦難を記録したことの意義に加え、山辺が本書の末尾で述べた「私の思う所」（アイヌの子弟を「早く日本人並みに」してやりたいという趣旨）をもとに、「和人にアイヌの存在を承認させる」ための抵抗文学であったと評している。

## 復刻版
河野本道編『アイヌ史資料集　第六巻』（北海道出版企画センター、1980年）の分冊として収録されている。また、1993年に刊行された『金田一京助全集』第6巻（三省堂）にも「資料」として掲載された。2021年に、年譜、解説付きで、『あいぬ物語（新版）』（青土社）が出版された。